# Marino Moretti
Marino Moretti (n. 18 iulie 1885, Cesenatico, Emilia-Romagna, Italia – d. 6 iulie 1979, Cesenatico, Emilia-Romagna, Italia) a fost un scriitor italian.
A scris o lirică de esență sentimental-umanitară influențată de crepuscularism și romane inspirate din viața provincială, adesea cu implicații autobiografice, cu preferință pentru imaginile universului casnic și rustic, pentru aspectele mărunte ale existenței umane, prilejuind introspecția abilă a personajelor solitare în căutarea unei fericiri iluzorii.
Pentru opera narativă  Tutte le novelle, în 1959 a primit Premiul Viareggio.

## Scrieri

### Poezii
- 1906: Fraternità ("Fraternitate");
- 1908: La serenata delle zanzare ("Serenada țânțarilor");
- 1910: Poezie scritte col lapis ("Poezii scrise cu condeiul");
- 1941: Poesie di tutti i giorni ("Poezii de toate zilele").

### Romane
- 1913: Il sole del sabato ("Soarele de sâmbătă");
- 1920: L'isola dell'amore ("Insula iubirii");
- 1921: Né bella né brutta ("Nici frumoasă, nici urâtă");
- 1922: I due fanciulli ("Cei doi copii");
- 1924: Il romanzo della mamma ("Romanul mamei");
- 1935: L'Andreana;
- 1937: Anna degli elefanti ("Ana elefanților");
- 1941: La vedova Fioravanti ("Văduva Fioravanti").

### Povestiri
- 1910: I lestofanti ("Escrocii");
- 1954: Uomini soli ("Oamenii singuri").